# Stefania Rogowska
Stefania Rogowska, coniugata Markowska (2 gennaio 1930 – 2 dicembre 2017), è stata una cestista e pallavolista polacca.

## Carriera
Con la Polonia ha disputato tre edizioni dei Campionati europei (1950, 1952, 1956).